# Kup Bosne i Hercegovine 2003-2004
La Kup Bosne i Hercegovine 2003-2004 è stata la quarta edizione della coppa nazionale della Bosnia Erzegovina, ed è stata vinta dal Modriča, al suo primo titolo.

## Squadre partecipanti
|                       | Premijer Liga | Premijer Liga |
| --------------------- | --- | --- |
| 1º livello            | Borac Banja Luka Brotnjo Čelik Zenica Glasinac Sokolac Leotar Modriča Orašje Posušje Rudar Ugljevik Sarajevo Široki Brijeg Sloboda Tuzla Travnik Željezničar Žepče Zrinjski Mostar | Borac Banja Luka Brotnjo Čelik Zenica Glasinac Sokolac Leotar Modriča Orašje Posušje Rudar Ugljevik Sarajevo Široki Brijeg Sloboda Tuzla Travnik Željezničar Žepče Zrinjski Mostar |
|                       | 1. liga FBiH | 1. liga Republike Srpske |
| 2º livello            | Drinovci Kiseljak Ljubuški Olimpik Sarajevo Podgrmeč Velež Mostar | Jedinstvo Brčko Kozara Ljubić Prnjavor Mladost Gacko Slavija Sloboda Novi Grad |
|                       | Federazione BiH | Repubblica Srpska |
| 3º livello            | Bosna Kalesija Finvest Drvar Goražde | nessuna |
| divisione sconosciuta | Hajduk Orašje | nessuna |

## Sedicesimi di finale
Sono state eliminate 11 squadre della massima divisione su 16 (in questo turno erano impegnate tutte in trasferta).
| Squadra 1         | Risultato       | Squadra 2      |
| ----------------- | --------------- | -------------- |
| 17.09.2003        |                 |                |
| Kiseljak          | 0 - 0 (3-4 dtr) | Modriča        |
| Ljubuški          | 0 - 1           | Čelik          |
| Sloboda Novi Grad | 1 - 0           | Brotnjo        |
| Bosna Kalesija    | 4 - 0           | Široki Brijeg  |
| Mladost Gacko     | 1 - 0           | Posušje        |
| Hajduk Orašje     | 0 - 0 (5-3 dtr) | Travnik        |
| Olimpik           | 1 - 2           | Borac          |
| Finvest Drvar     | 2 - 0           | Glasinac       |
| Velež             | 0 - 2           | Rudar Ugljevik |
| Slavija           | 1 - 0           | Zrinjski       |
| Ljubić Prnjavor   | 0 - 0 (8-7 dtr) | Leotar         |
| Podgrmeč          | 2 - 1           | Sloboda Tuzla  |
| Drinovci          | 2 - 1           | Sarajevo       |
| Jedinstvo Brčko   | 1 - 0           | Žepče          |
| Kozara            | 2 - 0           | Željezničar    |
| Goražde           | nd              | Orašje         |

## Ottavi di finale
| Squadra 1         | Totale      | Squadra 2       | Andata                | Ritorno    |
| ----------------- | ----------- | --------------- | --------------------- | ---------- |
|                   |             |                 | 22.10.2003 29.10.2003 | 05.11.2003 |
| Borac             | 5 - 2       | Rudar Ugljevik  | 2 - 0                 | 3 - 2      |
| Mladost Gacko     | 1 - 3       | Slavija         | 1 - 2                 | 0 - 1      |
| Jedinstvo Brčko   | 2 - 2 (gfc) | Ljubić Prnjavor | 1 - 0                 | 1 - 2      |
| Bosna Kalesija    | 2 - 7       | Kozara          | 0 - 2                 | 2 - 5      |
| Čelik             | 3 - 6       | Modriča         | 3 - 1                 | 0 - 5      |
| Drinovci          | 2 - 2 (gfc) | Orašje          | 1 - 0                 | 1 - 2      |
| Finvest Drvar     | 1 - 4       | Podgrmeč        | 0 - 0                 | 1 - 4      |
| Sloboda Novi Grad | 2 - 1       | Hajduk Orašje   | 1 - 0                 | 1 - 1      |

## Quarti di finale
| Squadra 1         | Totale | Squadra 2       | Andata     | Ritorno               |
| ----------------- | ------ | --------------- | ---------- | --------------------- |
|                   |        |                 | 19.11.2003 | 22.11.2003 29.11.2003 |
| Modriča           | 5 - 1  | Jedinstvo Brčko | 2 - 1      | 3 - 0                 |
| Kozara            | 1 - 2  | Borac           | 1 - 1      | 0 - 1                 |
| Podgrmeč          | 2 - 7  | Slavija         | 1 - 5      | 1 - 2                 |
| Sloboda Novi Grad | 3 - 5  | Drinovci        | 2 - 0      | 1 - 5                 |

## Semifinali
| Squadra 1 | Totale | Squadra 2 | Andata     | Ritorno    |
| --------- | ------ | --------- | ---------- | ---------- |
|           |        |           | 17.03.2004 | 17.04.2004 |
| Slavija   | 0 - 1  | Borac     | 0 - 1      | 0 - 0      |
| Modriča   | 2 - 0  | Drinovci  | 1 - 0      | 1 - 0      |

## Finale
Non sono stai disputati i tempi supplementari.
| Sarajevo 26 maggio 2004 Finale - gara unica                                                | Modriča              | 1 – 1 referto | Borac Banja Luka | Stadio Koševo |
| \| \| \| \| \| Novaković 72’ \| Marcatori \| 40’ Đurić \| \| \| Tiri di rigore 4 – 2 \| \| |                      |               |                  |               |
|                                                                                            |                      |               |                  |               |
| Novaković 72’                                                                              | Marcatori            | 40’ Đurić     |                  |               |
|                                                                                            | Tiri di rigore 4 – 2 |               |                  |               |